# Wieke Dijkstra
Wieke Elisabeth Henriëtte Dijkstra (Amsterdam, 19 giugno 1984) è una hockeista su prato olandese.

## Palmarès
Olimpiadi
- 1 medaglia:
  - 1 oro (Pechino 2008)

Mondiali
- 2 medaglie:
  - 1 oro (Madrid 2006)
  - 1 argento (Rosario 2010)

Europei
- 1 medaglia:
  - 1 argento (Manchester 2007)

Champions Trophy
- 4 medaglie:
  - 1 oro (Quilmes 2007)
  - 3 bronzi (Sydney 2003, Amstelveen 2006, Mönchengladbach 2008)